# NGC 3537/1
NGC 3537/1 је спирална галаксија у сазвежђу Пехар која се налази на NGC листи објеката дубоког неба.
Деклинација објекта је - 10° 15' 24" а ректасцензија 11h 8m 26,5s. Привидна величина (магнитуда) објекта NGC 3537 износи 12,8 а фотографска магнитуда 13,6.